# Bredstrandstjärnen
Bredstrandstjärnen är en sjö i Nordanstigs kommun i Hälsingland och ingår i Gnarpsån-Harmångersåns kustområde.